# Ephemera rufomaculata
Ephemera rufomaculata is een haft uit de familie Ephemeridae. De wetenschappelijke naam van de soort is voor het eerst geldig gepubliceerd in 2003 door Zhou & Zheng.
De soort komt voor in het Oriëntaals gebied.